# قسم سلامي الريفي
قسم سلامي الريفي (بالفارسية: دهستان سالمی) هي قسم تقع في إيران في قسم خنافره، الفلاحية. يقدر عدد سكانها بـ 15,245 نسمة .